# スリル (布袋寅泰の曲)
「スリル」は、布袋寅泰の楽曲である。1995年10月18日に東芝EMIより10枚目のシングルとして発売された。

## 概要
GUITARHYTHMプロジェクト終了後、初のシングル。シングルとしては2ndの『BEAT EMOTION』以来2枚目となるオリコン1位を獲得した。
布袋曰く「スリルとスピードとスピリット。僕の音楽のキーワードを象徴する曲です。ポップな中に実験を織り込んでいる」。
CDジャケットで布袋が着用している革ジャンはクロムハーツである。

## ライブ
本作発売後の1995年12月21日 - 22日、横浜アリーナにおいて『TOKYO Inter-Live '95 サイバーシティーは眠らない』と題したライブを行った。バンドメンバーは前年の『GUITARHYTHM SERIOUS! CLIMAX ARENA TOUR』から一新し、辻剛、HIROSHI、中幸一郎、森岡賢が参加。このうち森岡以外の3名は翌年開催のツアー『King & Queen TOUR』『SPACE COWBOY TOUR』にも帯同することとなる。

## 収録曲
| 全作曲・編曲: 布袋寅泰。 |                                |           |            |      |
| #                        | タイトル                       | 作詞      | 作曲・編曲 | 時間 |
| 1.                       | 「スリル」                     | 森雪之丞  | 布袋寅泰   | 4:41 |
| 2.                       | 「サイバーシティーは眠らない」 | 布袋寅泰  | 布袋寅泰   | 4:19 |
| 合計時間:                | 合計時間:                      | 合計時間: | 9:00       |      |

## 曲解説
1. スリル
藤井フミヤがコーラスとして参加している。
ベストアルバム『ALL TIME SUPER BEST』に"PUNKY VERSION"という別アレンジで収録されている。
お笑い芸人・YouTuberの江頭2:50のテーマ曲としても知られている[注釈 1]。江頭本人を自身のライブに招待したときには「スリルはエガちゃんのおかげで売れたもんね」と話したという。一方でツイッター上では「ハッキリ言って迷惑」と綴っていたり[4]、ブログ上で「江頭さんとは仲が良いの？」と訊ねられたことに関して「スリルは大好きな曲だから、こういうことを言われると本当に悲しい」と語っている[5]など、この楽曲に関しては複雑な心境だと思しき発言も多い。2017年11月に『めざましどようび』に出演した際には、「はじめはどうなのかなと思いましたけどね。困ったことになってるなぁと」「今となれば彼は彼。彼もまた素晴らしい人。ジャンルは違いますけど命かけてますからね」と複雑な心境ながらも江頭を称賛するコメントを述べつつ、「でも、江頭のテーマではない」と付け加えている[6]。
2021年、江頭が布袋に手紙で公認を願った[7]が、布袋は「僕にとっても、ファンのみんなにとっても大切な曲なので」と公認を断りつつも、「（登場曲に使うことを）誇らしく思う」「僕からのエールだと思って使ってほしい」と容認の構えを見せた[8]。
このほか、DDTプロレスリングの男色ディーノの入場曲としても使われている[9]。
本曲のPV（MV）は中野裕之が担当。このPVは2014年12月にCS日本の音楽番組で放映された際、視聴者がてんかん発作になったことが2015年に報告された[10]。このPVは放送業界基準を超過する点滅が使用されていた[10]。放送業界は「スリル」リリースから2年後の1997年に起きた「ポケモンショック」により、光の点滅等の映像に関するガイドラインを策定している。
2012年にコナミの音楽ゲーム『REFLEC BEAT colette』、2013年に『jubeat saucer』にて楽曲使用。
2016年6月24日に放送されたテレビ朝日『ミュージックステーション』で、BOØWY時代からの「B・BLUE」、COMPLEX時代からの「BE MY BABY」とともに自身の35周年オールタイムメドレーとして披露された[11]。
2. サイバーシティーは眠らない
Sputnik The Next Generationに提供した「CYBERSPACE PARTY」のセルフカバー。
PERSONZのJILLがコーラスとして参加している。

## 吉井和哉との共演
吉井和哉とは、「スリル」で2度共演している。
- 2006年10月6日、フジテレビ『僕らの音楽』の吉井和哉出演回に、布袋がゲスト出演。吉井のボーカルで「スリル」を共演した[12]。ベースはKenKen、ドラムは平田智美。
- 2021年1月31日、布袋の無観客配信ライブ「HOTEI 40th ANNIVERSARY Live“Message from Budokan”〜とどけ。Day 2(Adventures)〜」に、吉井がサプライズでゲスト出演。吉井のボーカルで「スリル」を共演し、さらに2020年11月25日発売の布袋のコラボレーションアルバム『Soul to Soul』より、吉井とのコラボレーション曲「Dangerous feat. 吉井和哉」を披露した[13]。（「スリル」は半音下げたバージョン）

## タイアップ
- TBS系音楽番組『COUNT DOWN TV』1995年11月度オープニングテーマ (#1)

## 主なカバー
- 2008年 - アンドリューW.K.（アルバム『一発勝負〜カヴァーズ』）
- 2018年 - 及川光博（アルバム『BEAT & ROSES』）

## 収録アルバム
- King & Queen (#2)
- GREATEST HITS 1990-1999 (#1)
- B-SIDE RENDEZ-VOUS (#1)
- ALL TIME SUPER BEST (#4、別リミックス)
- 51 Emotions -the best for the future- (#4、#9)